# Kati Kovács
Kati Kovács (n. 25 octombrie 1944, Verpelét, Ungaria) este o actriță și cântăreață maghiară.

## Biografie
Kovacs a fost la început asistentă medicală de stomatologie și a studiat la consevatorul din Budapesta. În 1965 a câștigat un concurs de muzică ușoară din Ungaria și a semnat un contract cu o casă de discuri. A avut roluri în mai multe filme, iar în anii 1966 și 1972 a câștigat festivalul de muzică ușoară din Ungaria, iar în 1972 l-a câștigat pe cel din Dresda. Unul dintre cântecele ei cele mai populare a fost Add már, Uram, az esőt! ("Adu odată, Doamne, ploaia!"), recent prelucrat de Christina Aguilera pe albumul ei intitulat Bionic). Kati Kovács a cântat în limbi diferite muzică jazz, pop, rock și disco.
În afara Ungariei este poate cea mai cunoscută și apreciată interpretă maghiară de muzică ușoară și pop-rock.  A cântat și a editat albume în multe țări ale lumii, precum SUA, Austria, Marea Britanie, Irlanda, Australia, Polonia, RFG, RDG, Japonia, Spania, Uniunea Sovietică, Cehoslovacia, Cuba, Japonia etc. Are mai multe milioane de discuri vândute, peste 110 albume editate în Ungaria și 18 în alte țări. Repertoriul ei conține peste 500 de melodii. 